# (2198) Ceplecha
(2198) Ceplecha ist ein Asteroid des mittleren Hauptgürtels, der am 7. November 1975 am Oak-Ridge-Observatorium des Harvard-Smithsonian Centers for Astrophysics in Harvard (Massachusetts) (IAU-Code 801) entdeckt wurde. Der Asteroid gehört zur Astraea-Familie, einer Gruppe von Asteroiden, die nach (5) Astraea benannt sind.

## Benennung
(2198) Ceplecha wurde nach dem tschechoslowakischen Astronomen Zdeněk Ceplecha benannt, der durch seine Arbeit an Meteoren bekannt wurde. Seine Untersuchungen des Meteoriten Přibram führten erstmals dazu, dass eine genaue Umlaufbahn für ein solches Objekt angegeben werden konnte.